# Belfort van Calais
Het Belfort van Calais is het belfort in de Noord-Franse stad Calais. De toren maakt deel uit van het stadhuis.
Het is een van de 56 belforten in België en Frankrijk die tot werelderfgoed van de UNESCO verklaard zijn.

## Geschiedenis
Tot de bouw van een nieuw stadhuis werd besloten in 1885, toen Saint-Pierre-lès-Calais werd geannexeerd door Calais. Door financiële problemen en kritiek kon pas in 1911 met de werkzaamheden worden begonnen, en het uitbreken van de Eerste Wereldoorlog vertraagde eveneens de werkzaamheden, zodat het gebouw pas in 1925 gereed kwam.
Naast het belfort werden ook de gevels en het dak, de erehal met glas-in-loodvensters, de eretrap, de wachtzaal op de eerste etage, de trouwzaal, de erezaal en de raadszaal zijn in 2003 ingeschreven als monument historique. 

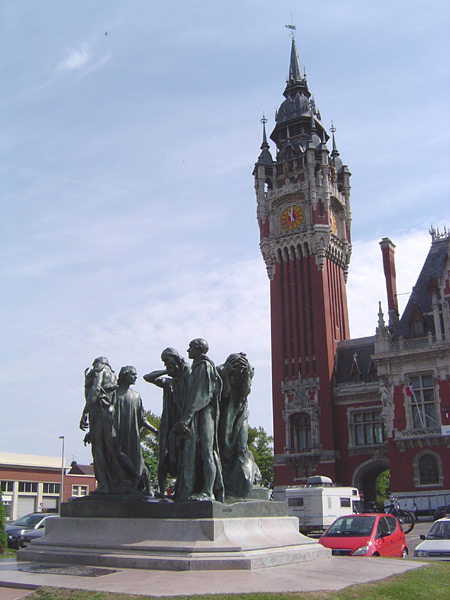
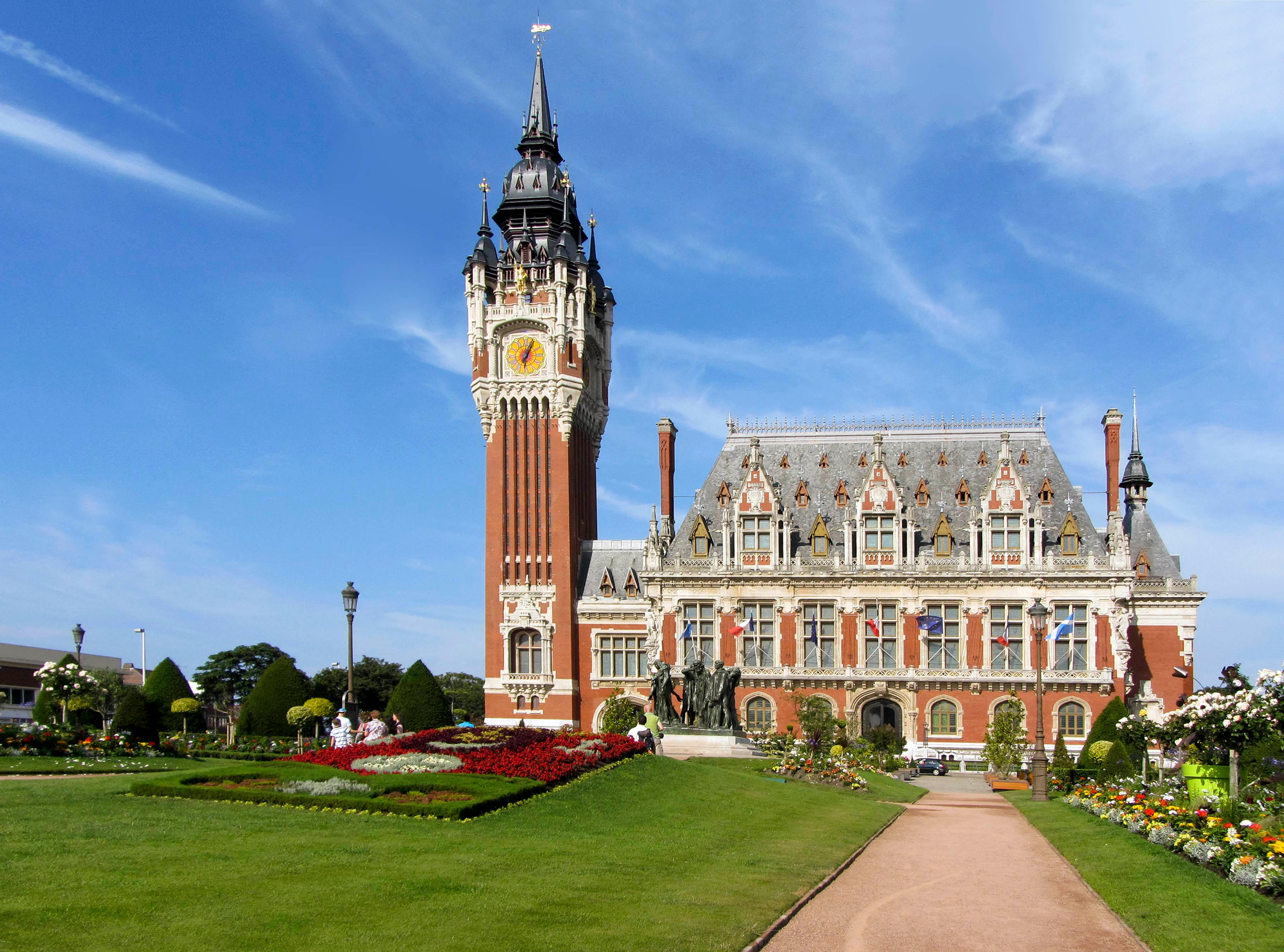
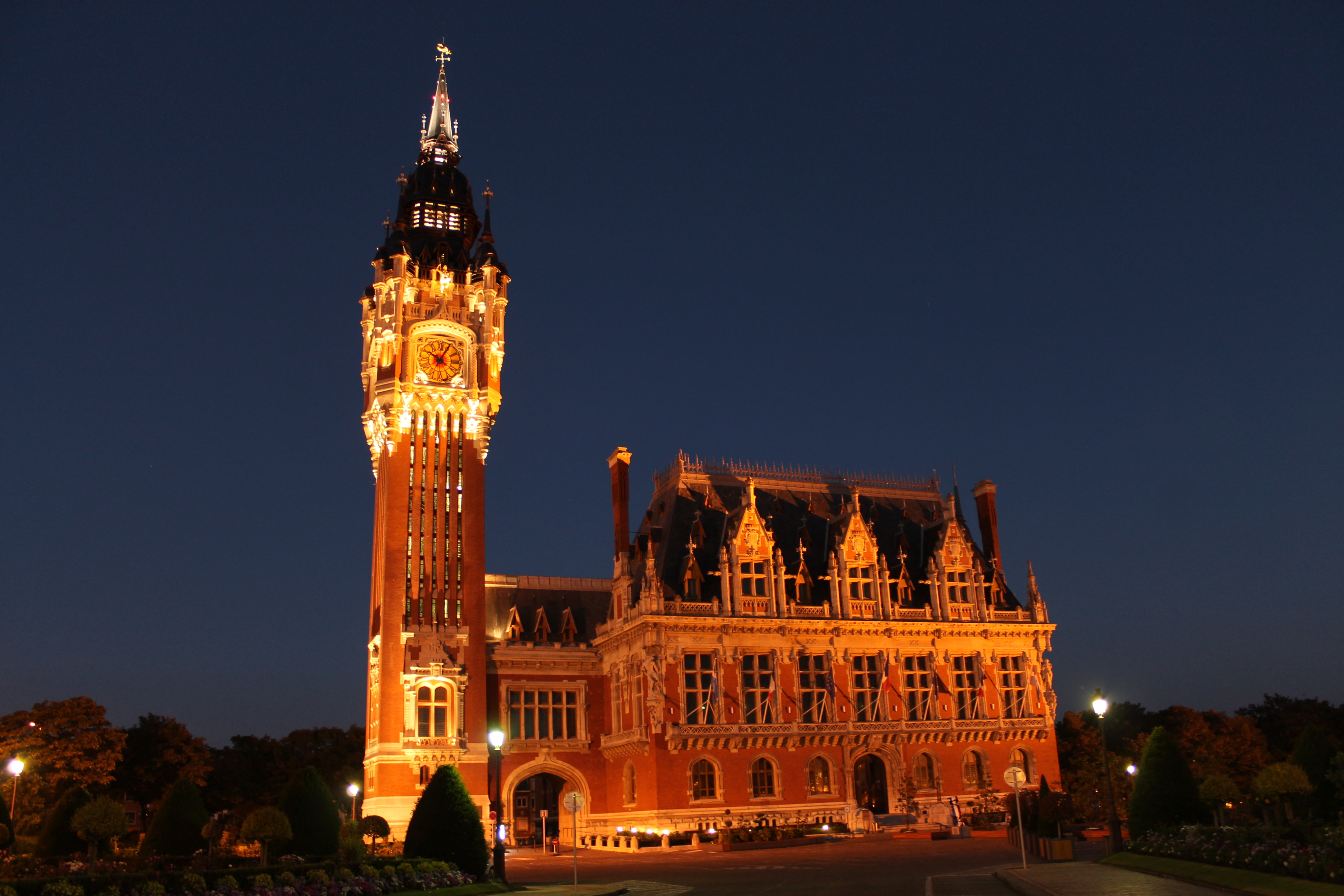
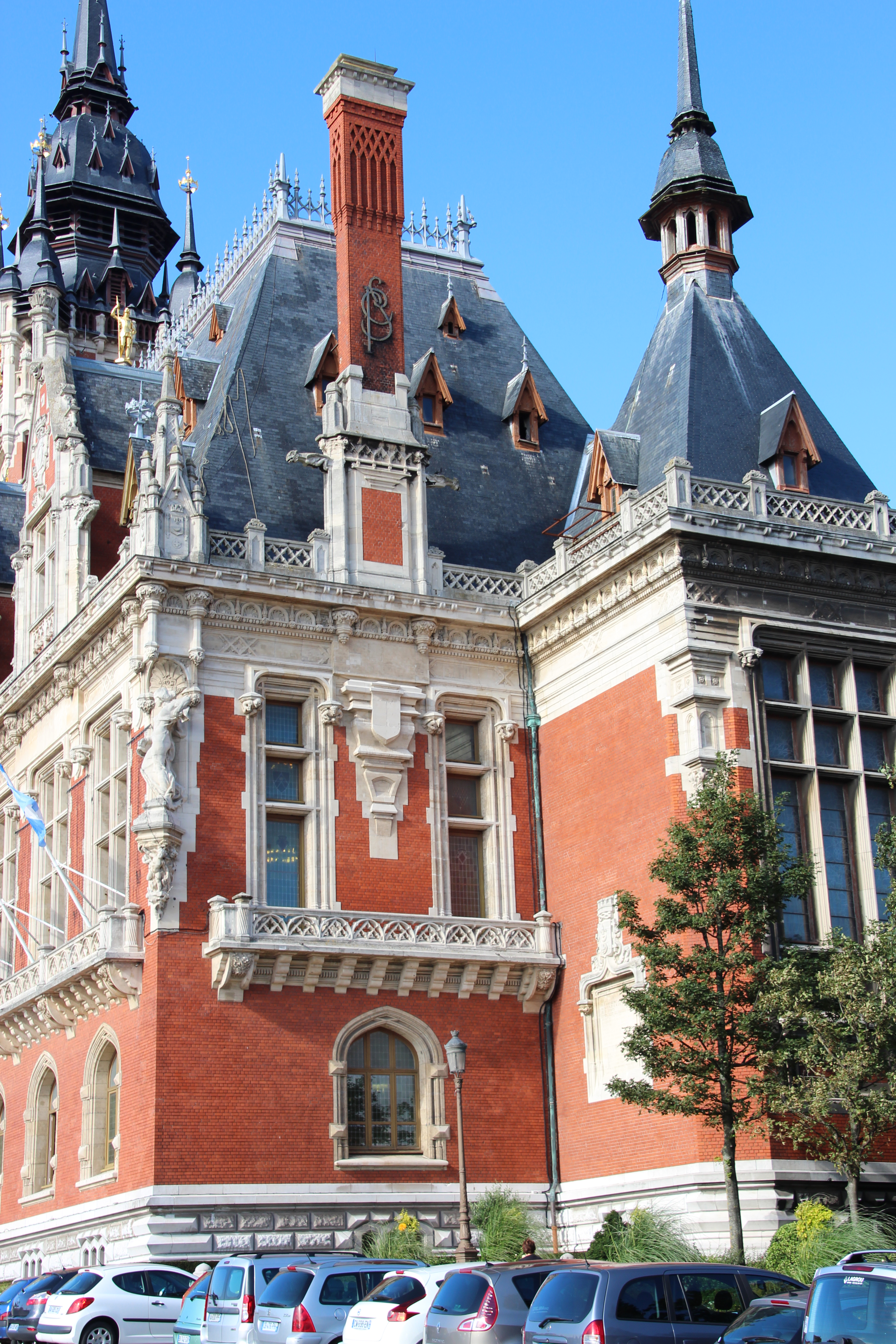
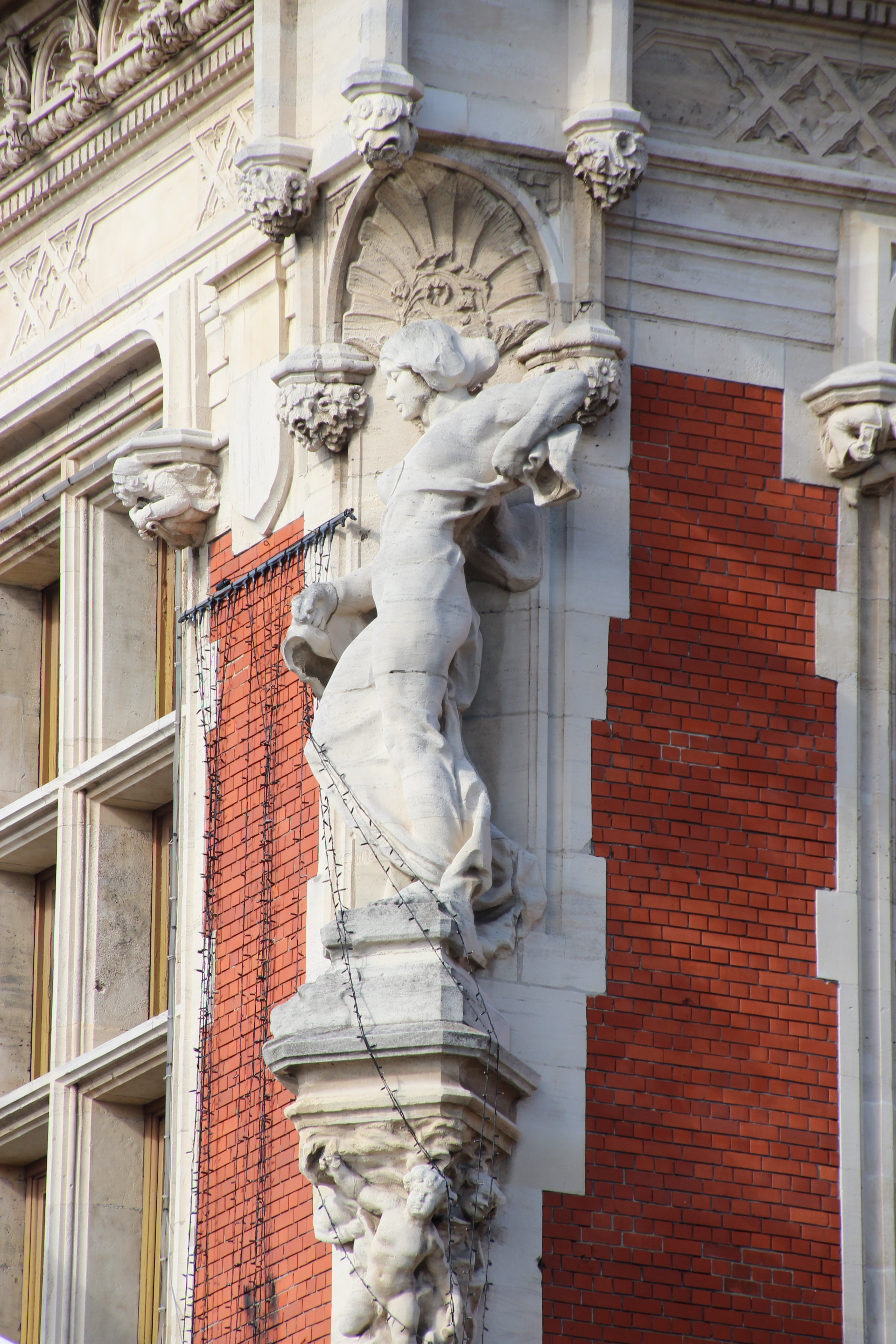
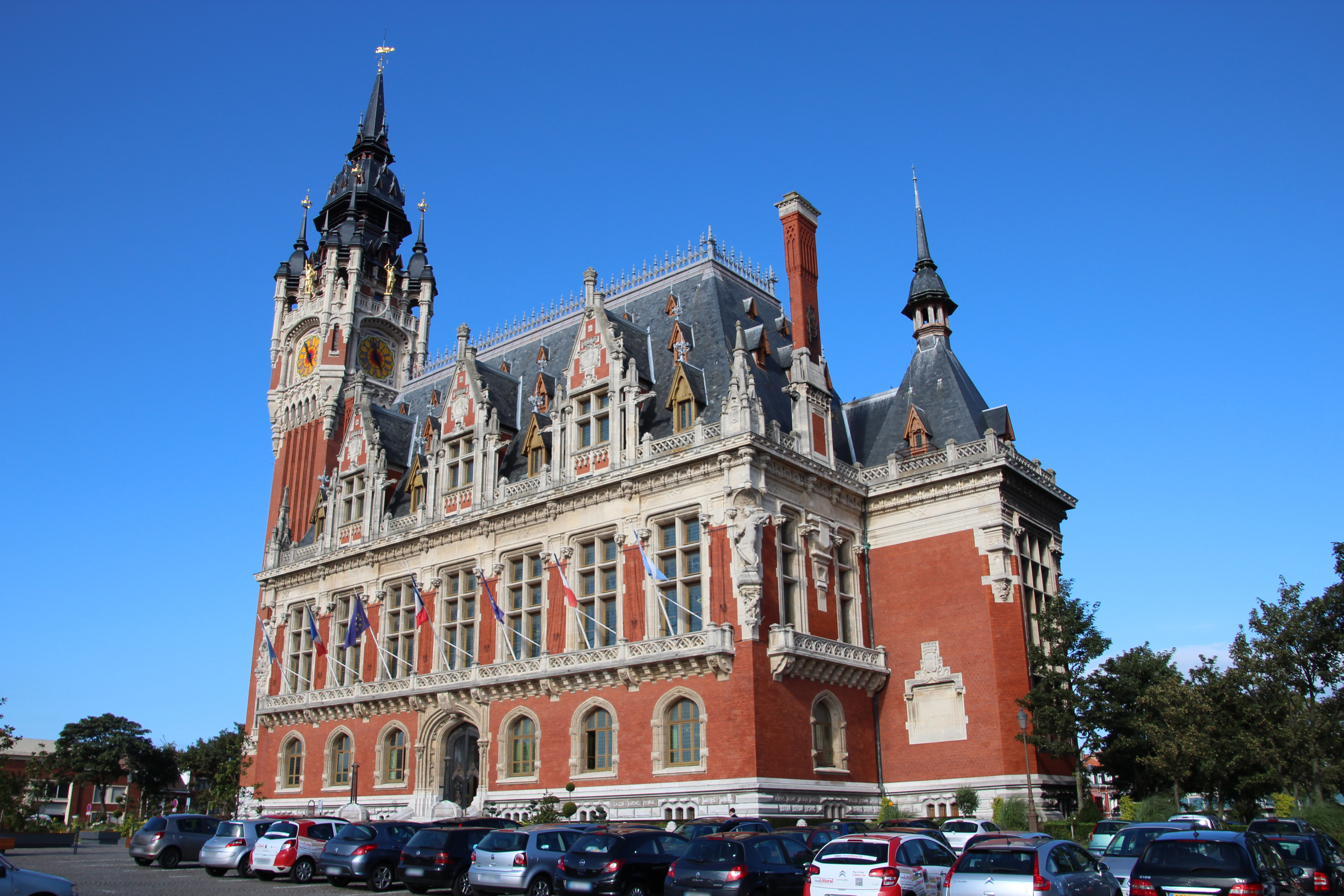
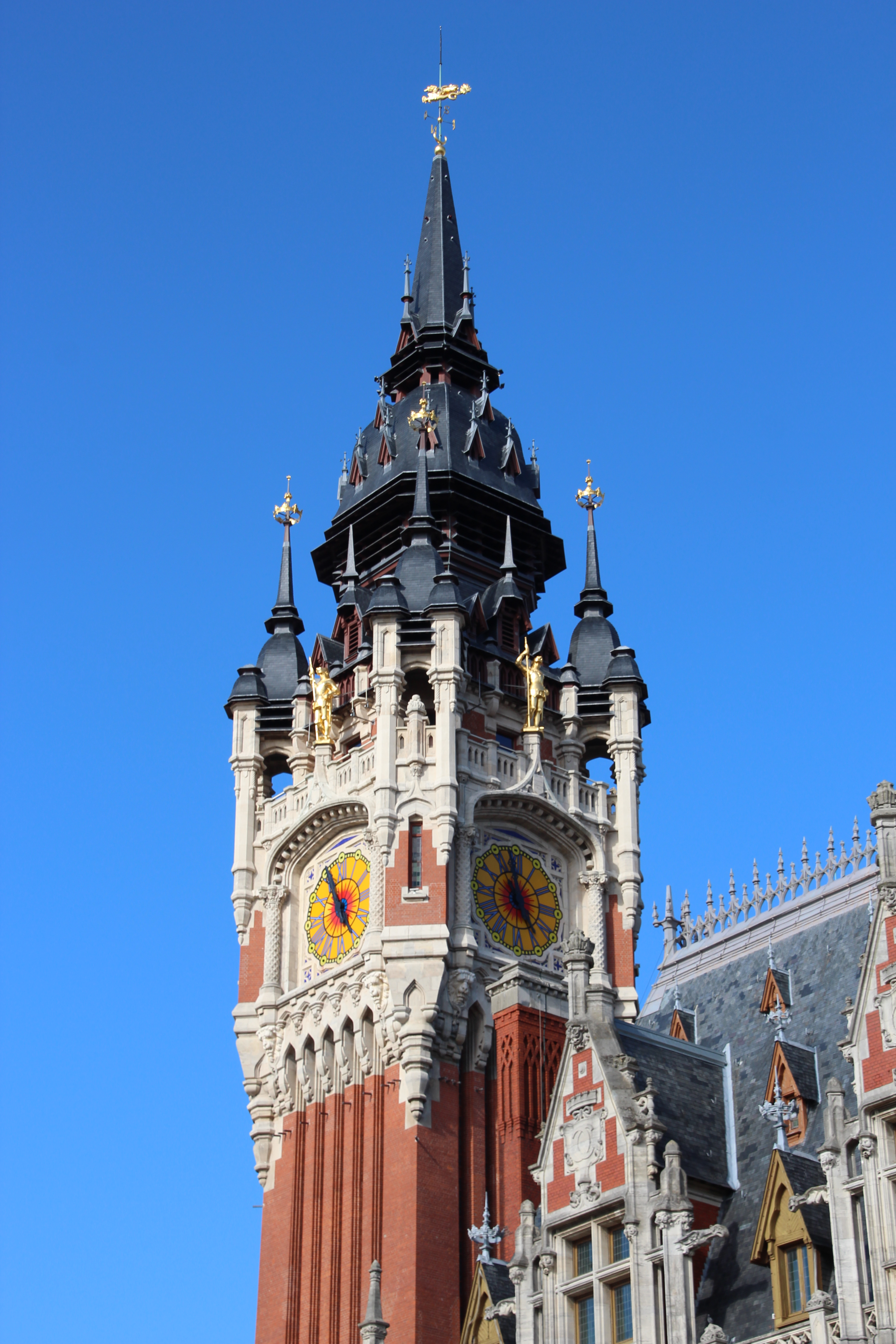